# Ростошь
Ростошь — река в России, протекает в Тобольском районе Тюменской области. Устье реки находится в 46 км по правому берегу реки Аремзянка. Длина реки составляет 38 км.

### Притоки (км от устья)
- 3 км: река Смородиновка (лв)
- 11 км: река Первый Лог (лв)
- 12 км: река Второй Лог (лв)
- 16 км: река без названия (пр)
- 27 км: река Лосинка (лв)

## Данные водного реестра
По данным государственного водного реестра России относится к Иртышскому бассейновому округу, водохозяйственный участок реки — Иртыш от впадения реки Тобол до города Ханты-Мансийск (выше), без реки Конда, речной подбассейн реки — бассейны притоков Иртыша от Тобола до Оби. Речной бассейн реки — Иртыш.
Код объекта в государственном водном реестре — 14010700112115300013036.